# Стойчо Орманджиев
Стойчо Панайотов Орманджиев е български революционер, деец на Вътрешната македоно-одринска революционна организация.

## Биография
Орманджиев е роден в 1870 или 1871 година в Лозенград, тогава в Османската империя, днес Къркларели, Турция. Занимава се с търговия. Влиза във ВМОРО. В 1900 година Гоце Делчев и Лазар Маджаров по време на обиколката си на Одрински революционен окръг се укриват в неговата къща. След Керемидчиоглувата афера в 1902 година става член на Лозенградския революционен комитет, в който влизат и Никола Кърджиев (председател), Иван Карчев (секретар) и Никола Петков и Стойчо Воденичаров членове. След разкрития е принуден да бяга в България и се установява в Бургас. Завръща се след амнистията в 1904 година.